# バレー図書館
バレー図書館（英: The Valley Library）は、アメリカ合衆国オレゴン州コーバリスにあるオレゴン州立大学の付属図書館。140万冊以上の蔵書に加え、1万4千冊の連載刊行物、50万点以上の地図及び公文書を収めている。1999年、The Library Journal誌によるライブラリー・オブ・ザ・イヤーに選ばれた。図書館の名称は、同大学でアメリカンフットボール選手として活躍した慈善家のF・ウェイン・バレー（F. Wayne Valley）に因む。
1963年に竣工を迎えた当初は、カー図書館（英: Kerr Library）と命名された。拡張と改築を終えた1999年、バレー図書館に改称。改築には3年を要し、4,700万米ドルを費やした。